# Thomisus madagascariensis pallidus
Thomisus madagascariensis là một phân loài nhện trong họ Thomisidae.
Loài này thuộc chi Thomisus. Thomisus madagascariensis pallidus được miêu tả năm 1957 bởi Comellini.